# Reevesia thyrsoidea
Reevesia thyrsoidea är en malvaväxtart som beskrevs av John Lindley. Reevesia thyrsoidea ingår i släktet Reevesia och familjen malvaväxter. Inga underarter finns listade i Catalogue of Life.